# Apple Scribe

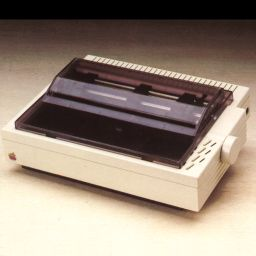
Apple Scribe

De Apple Scribe was een thermische printer van Apple die samen met de Apple IIc op de markt kwam in 1984. 
Omdat het een thermische overdrachtsprinter was kon de Scribe door middel van een printlint ook gewoon papier gebruiken, wat een groot voordeel was ten opzichte van de Silentype uit 1980. Bij gebruik van thermisch papier was er geen printlint nodig. Met een speciaal kleurenlint kon de Scribe in vier kleuren afdrukken, aan een resolutie van 160×144 dpi. De printsnelheid bedroeg 50 karakters per seconde in bijna-briefkwaliteit en 80 karakters per seconde in standaard kwaliteit. Dit was aanzienlijk trager dan de ImageWriter, een matrixprinter van Apple die in hetzelfde jaar werd uitgebracht en vlot 120 karakters per seconde haalde.
De aankoopprijs van de Scribe was relatief laag, maar de afdrukkwaliteit was sterk afhankelijk van het soort papier dat gebruikt werd en was daardoor vaak minder goed dan bij matrixprinters. Bovendien maakte de Scribe gebruik van een duur printlint dat regelmatig vervangen moest worden. De matige afdrukkwaliteit en de hoge gebruikskosten zorgden voor slechte verkoopcijfers en de printer werd in december 1995 door Apple weer van de markt gehaald.